# Anna Osmakowicz
Anna Osmakowicz (Varsovia, 14 de marzo de 1963) actriz y cantante polaca.
Estudió piano, flauta y canto y ha participado en varios musicales, festivales y obras de teatro como "Orfeusz i Eurydyka w krainie tęczy", "Carmen", "Macbeth", "Otelo", "Fiddler on the Roof" o "Madame Butterfly". 

## Discografía
- 2005- En kristnaska hor (kolędy i pastorałki /esperanto)
- 2006 - Kristabia festo (kolędy i pastorałki /esperanto)
- 2008 - Wigilijna Noc (pastorałki)
- 2009 - Dzisiaj Wielkanoc
- 2009 - Intymny świat (ballady jazzowe)
- 2009 - Kolędy

### Recopilaciones
- 1990 - Piosenki Tadeusza Prejznera
- 1991 - Od Turowa jadę
- 1992 - Miłość ubrana w wiersze
- 1993 - Pastorałki i kolędy
- 1999 - Ojcze Święty śpiewamy dla Ciebie
- 2001 - Bilet do radości
- 2002 - Rzeka wspomnień
- 2005 - Pieśni dla Ojca Świętego Papieża Jana Pawła II